# Планетарий и научный центр Морхеда
Планетарий и научный центр Морхеда (англ. Morehead Planetarium and Science Center) ― планетарий, расположенный на территории кампуса Университета Северной Каролины в Чапел-Хилле (UNC).
Был открыт в 1949 году. Использовался для обучения астронавтов программы Джемини и Аполлон навыкам астрономической навигации. До конца 1990-х годов в планетарии находился одна из крупнейших в мире коперниканских моделей Солнечной системы. Учреждение носит имя выпускника UNC Джона Мотли Морхеда 3-го, который вложил в его развитие более трёх миллионов долларов.

## История и описание

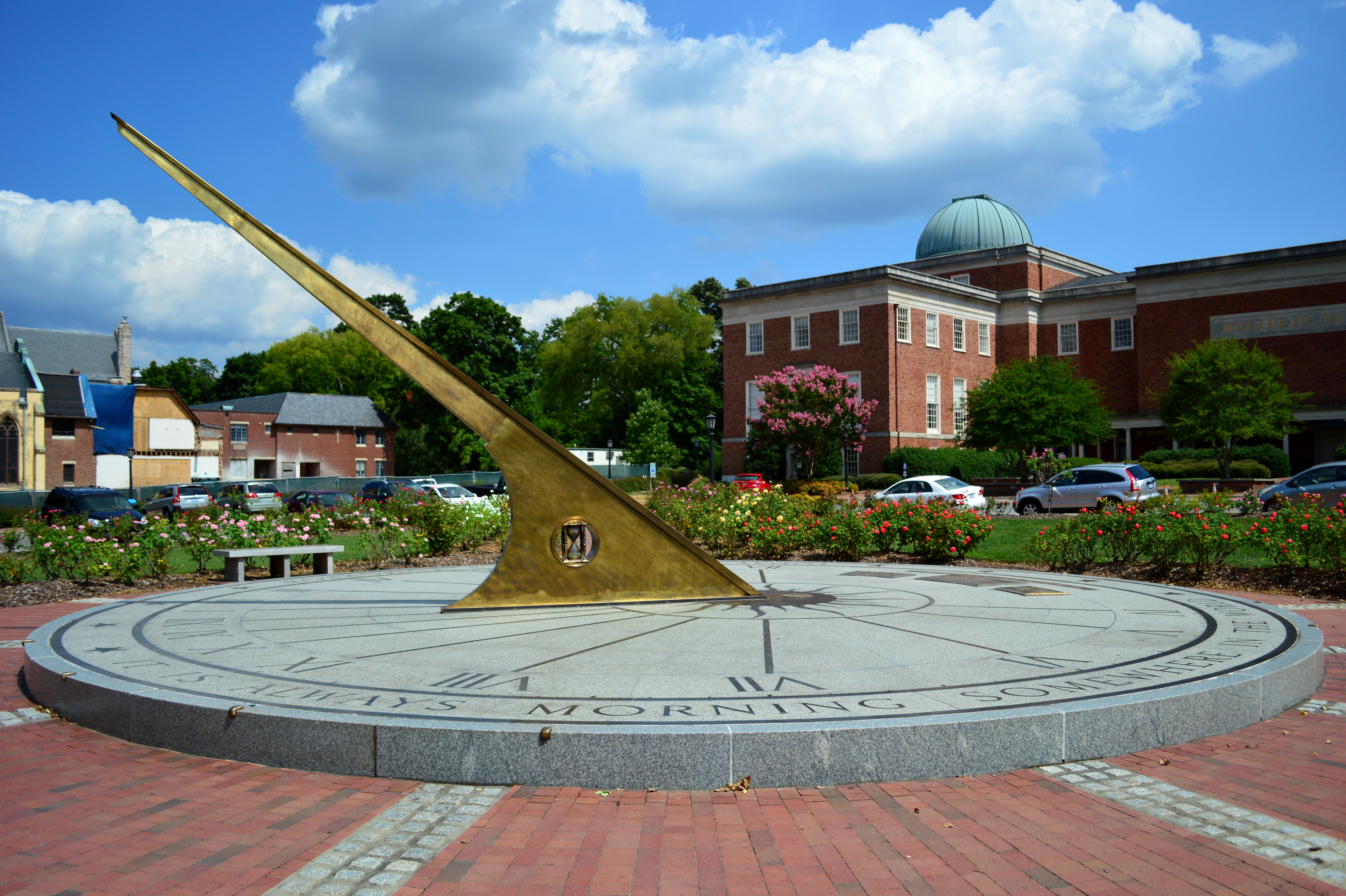
Солнечные часы перед планетарием

Планетарий Морхеда ― один из старейших и крупнейших планетариев в Соединённых Штатах. В 2009 году его посетили более 7 миллионов человек. Является подразделением UNC, на одну треть финансируется из государственных источников, ещё на одну треть ― за счёт продажи билетов и сувениров, на другую треть ― за счёт пожертвований и грантов.
Планетарий открылся 10 мая 1949 года после семнадцати месяцев строительства. Он был шестым планетарием, построенным в США и первым на юге страны. Спроектированный теми же архитекторами, которые создали план Мемориала Джефферсону. Стоимость строительства, превышающая 23 млн долларов по курсу 2010-х годов, сделала его самым дорогим зданием, когда-либо построенным в Северной Каролине в то время. Официальная церемония открытия состоялась 10 мая 1949 года.

### Обсерватория Морхеда
В Обсерватории Морхеда, расположенной на верхнем этаже планетария, находится рефлектор системы Перкина-Элмера, который используется для нужд факультета физики и астрономии, на котором установлены фильтры, позволяющие блокировать городской свет.